# Jevoncourt
Jevoncourt – miejscowość i gmina we Francji, w regionie Grand Est, w departamencie Meurthe i Mozela.
Według danych na rok 1990 gminę zamieszkiwało 59 osób, a gęstość zaludnienia wynosiła 18 osób/km² (wśród 2335 gmin Lotaryngii Jevoncourt plasuje się na 986. miejscu pod względem liczby ludności, natomiast pod względem powierzchni na miejscu 1154.).

## Populacja

Populacja Jevoncourt w latach 1962–2008